# كريستوفر ديفيز
كريستوفر ديفيز (15 نوفمبر 1978 في أستراليا - ) (بالإنجليزية: Christopher Davies)‏ هو لاعب كريكت أسترالي. لعب مع فريق جنوب أستراليا للكريكت ‏.

## وصلات خارجية
- كريستوفر ديفيز على موقع إي آس بي آن كريك إنفو (الإنجليزية)